# Dicladocera maculistigma
Dicladocera maculistigma är en tvåvingeart som beskrevs av Günther Enderlein 1925. Dicladocera maculistigma ingår i släktet Dicladocera och familjen bromsar. Inga underarter finns listade i Catalogue of Life.